# Finding Prince Charming
Finding Prince Charming là chương trình truyền hình thực tế hẹn hò của Mỹ được phát sóng lần đầu trên kênh truyền hình cáp Logo vào ngày 8 tháng 9 năm 2016. Chương trình do nam diễn viên kiêm ca sĩ nhạc pop Lance Bass làm dẫn chương trình. Nhà thiết kế nội thất có trụ sở tại Atlanta, Robert Sepúlveda Jr., 33 tuổi, được chọn làm Prince Charming trong mùa đầu tiên.
Ý tưởng của chương trình được mô phỏng theo The Bachelor, nhưng thay vì có lễ trao hoa hồng, chương trình lại có lễ trao cà vạt đen.
Năm 2017, Robert Sepúlveda Jr. và Eric Leonardos không còn bên nhau nữa.

## Format
Một dàn thí sinh gồm mười ba chàng trai đồng tính sẽ sống cùng nhau trong một ngôi nhà cùng với Prince Charming trong hành trình tìm kiếm tình yêu. Mỗi tuần, Prince Charming sẽ đi chơi theo nhóm hoặc hẹn hò một mình với các thí sinh khác nhau. Vào cuối tập phim, trong một buổi lễ "cà vạt đen", Prince Charming trao cà vạt đen cho thí sinh đó để giữ lại và tìm hiểu thêm, thí sinh nào không nhận được cà vạt đen sẽ bị loại. Vào cuối quá trình, Prince Charming sẽ chọn một người đàn ông để thử mối quan hệ bên ngoài chương trình.

## Các thí sinh
Dàn thí sinh gồm 13 người đủ điều kiện trong độ tuổi từ 26 đến 35.
Độ tuổi của thí sinh được tính tại thời điểm quay phim.
| Thí sinh           | Tuổi | Quê quán           | Nghề nghiệp                             | Kết quả   | Hạng        | Tham khảo         |
| ------------------ | ---- | ------------------ | --------------------------------------- | --------- | ----------- | ----------------- |
| Eric Leonardos     | 35   | Los Angeles, CA    | Thợ làm tóc                             | Quán quân | 1           | [ 7 ]             |
| Brandon Kneefel    | 29   | Los Angeles, CA    | Quản trị viên chăm sóc sức khỏe hành vi | Á quân    | 2           | [ 8 ]             |
| Dillon Powell      | 26   | West Hollywood, CA | Nhà thiết kế và quảng cáo thời trang    | Tuần 8    | 3 (bỏ cuộc) | [ 9 ]             |
| Justin Roisom      | 29   | Seattle, WA        | Quản lý người mẫu và dự án              | Tuần 7    | 4           | [ 10 ]            |
| Chad Aaron Spodick | 32   | New York, NY       | Môi giới bất động sản                   | Tuần 6    | 5 (bỏ cuộc) | [ 11 ]            |
| Robby LaRiviere    | 26   | West Hollywood, CA | Chuyên gia làm đẹp                      | Tuần 5    | 6           | [ cần dẫn nguồn ] |
| Paul Hollowell     | 34   | Dallas, TX         | Người sáng lập công ty nhuộm da         | Tuần 4    | 7           | [ 12 ]            |
| Danique McMillan   | 30   | Los Angeles, CA    | Chuyên viên phân tích kinh doanh        | Tuần 3    | 8           |                   |
| Sam Provenzano     | 31   | Chicago, IL        | Giám đốc gây quỹ kế hoạch tặng quà      | Tuần 3    | 9 (bỏ cuộc) | [ 13 ]            |
| Jasen Kaplan       | 33   | New York, NY       | Nghệ sĩ trang điểm nổi tiếng            | Tuần 2    | 10          | [ 14 ] [ 15 ]     |
| Brodney McClinton  | 34   | Atlanta, GA        | Huấn luyện viên cá nhân                 | Tuần 1    | 11–13       | [ 16 ]            |
| Nick Barbati       | 31   | Hamilton, NJ       | Quản trị viên sự kiện của trường        | Tuần 1    | 11–13       | [ 17 ]            |
| Charlie Erikson    | 26   | Hermosa Beach, CA  | Bảo mẫu                                 | Tuần 1    | 11–13       |                   |

## Kết quả
| Hạng  | Thí sinh | Tập/Tuần | Tập/Tuần | Tập/Tuần | Tập/Tuần | Tập/Tuần | Tập/Tuần | Tập/Tuần | Tập/Tuần |
| Hạng  | Thí sinh | 1        | 2        | 3        | 4        | 5        | 6        | 7        | 8        |
| ----- | -------- | -------- | -------- | -------- | -------- | -------- | -------- | -------- | -------- |
| 1     | Eric     | QUA      | QUA      | QUA      | QUA      | QUA      | QUA      | QUA      | THẮNG    |
| 2     | Brandon  | QUA      | QUA      | QUA      | QUA      | QUA      | QUA      | QUA      | LOẠI     |
| 3     | Dillon   | QUA      | QUA      | QUA      | QUA      | QUA      | QUA      | QUA      | RÚT      |
| 4     | Justin   | QUA      | QUA      | QUA      | QUA      | QUA      | QUA      | LOẠI     |          |
| 5     | Chad     | QUA      | QUA      | QUA      | QUA      | QUA      | RÚT      |          |          |
| 6     | Robby    | QUA      | QUA      | QUA      | QUA      | LOẠI     |          |          |          |
| 7     | Paul     | QUA      | QUA      | QUA      | LOẠI     |          |          |          |          |
| 8     | Danique  | QUA      | QUA      | LOẠI     |          |          |          |          |          |
| 9     | Sam      | QUA      | QUA      | RÚT      |          |          |          |          |          |
| 10    | Jasen    | QUA      | LOẠI     |          |          |          |          |          |          |
| 11–13 | Brodney  | LOẠI     |          |          |          |          |          |          |          |
| 11–13 | Nick     | LOẠI     |          |          |          |          |          |          |          |
| 11–13 | Charlie  | LOẠI     |          |          |          |          |          |          |          |

     Thí sinh nhận cà vạt đen đầu tiên hoặc người đầu tiên được gọi để giữ cà vạt đen
     Thí sinh nhận cà vạt đen cuối cùng hoặc người cuối cùng được gọi để giữ cà vạt đen
     Thí sinh bị loại
     Thí sinh bỏ cuộc
     Thí sinh về nhì
     Thí sinh chiến thắng

## Phiên bản quốc tế
Hiện đang sản xuất
     Hiện dừng sản xuất
     Không rõ
| Quốc gia | Quốc gia | Tên                    | Kênh                     | Prince | Host          |
| -------- | -------- | ---------------------- | ------------------------ | --- | ------------- |
|          | Ba Lan   | Prince Charming Polska | Player                   | Mùa 1, 2021: Jacek Jelonek                                                                                      | Agnieszka Lal |
|          | Đan Mạch | Prince Charming        | Discovery+               | Mùa 1, 2021: Jonas Løvik                                                                                        | Không có      |
|          | Đức      | Prince Charming        | RTL+ (stream) VOX (tivi) | Mùa 1, 2019: Nicolas Puschmann Mùa 2, 2020: Alexander Schäfer Mùa 3, 2021: Kim Tränka Mùa 4, 2022: Fabian Fuchs | Không có      |
|          | Hà Lan   | Prince Charming        | Videoland                | Mùa 1, 2020–2021: Marvin Wijnans Mùa 2, 2021–2022: Chris Berendse Mùa 3, 2022–2023: Diego González-Clark        | Không có      |